# گره پس‌سری

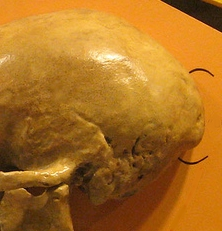
گره پسِ‌سری روی جمجمه نئاندرتال

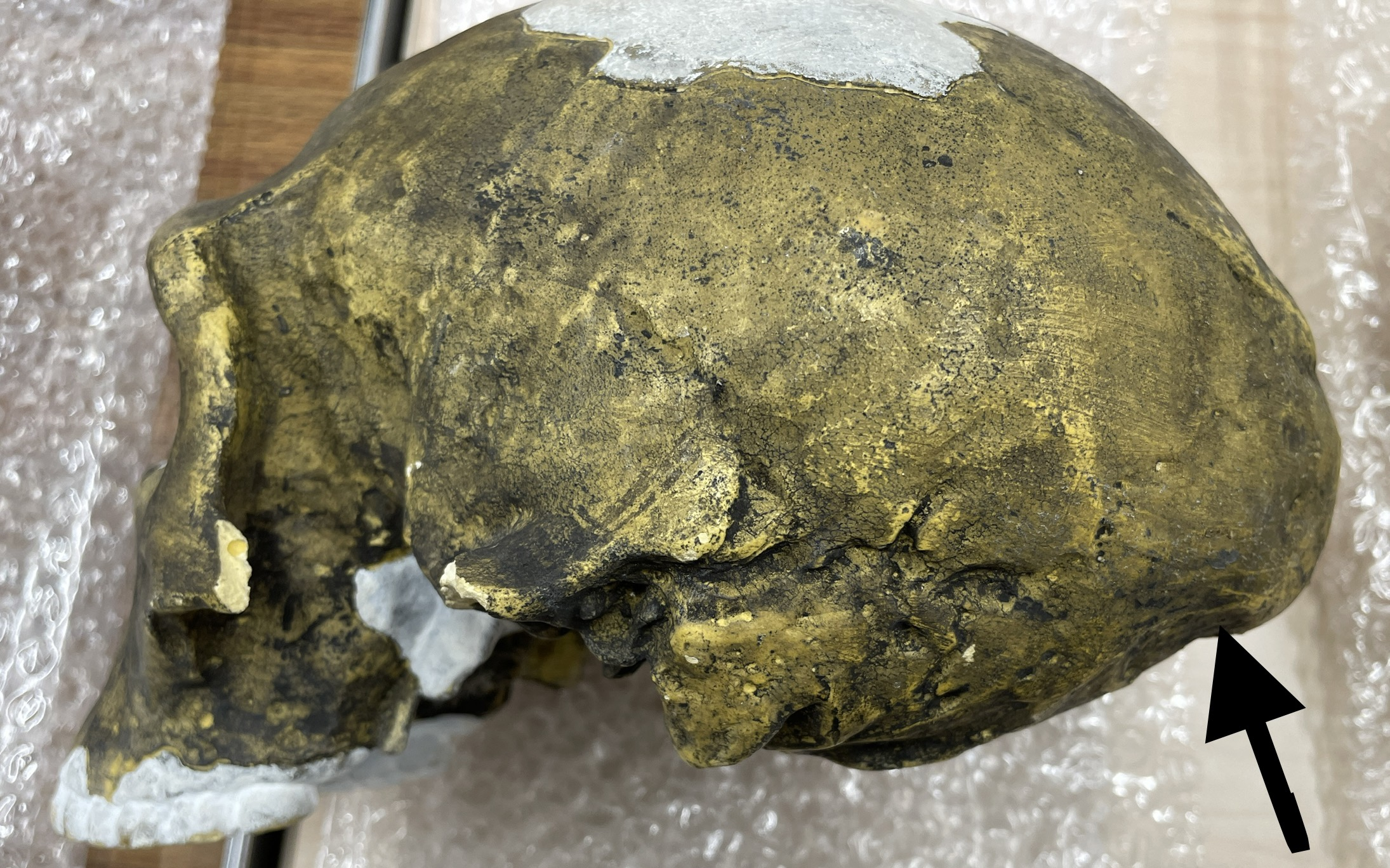
گره پسِ‌سری در جمجمه نئاندرتال

گره پس‌سری (به انگلیسی: Occipital bun) که خار پس‌سری، قلاب شینیون یا قلاب اینیون نیز نامیده می‌شود، برآمدگی برجسته استخوان پس‌سری در پشت جمجمه است. در توصیف علمی جمجمه کلاسیک نئاندرتال مهم است. در میان گونه‌های باستانی هومو (از جمله نئاندرتال‌ها)، و همچنین انسان‌های انسان خردمند در دوران پلیستوسن پسین و جمعیت‌های انسانی امروزی یافت می‌شود.

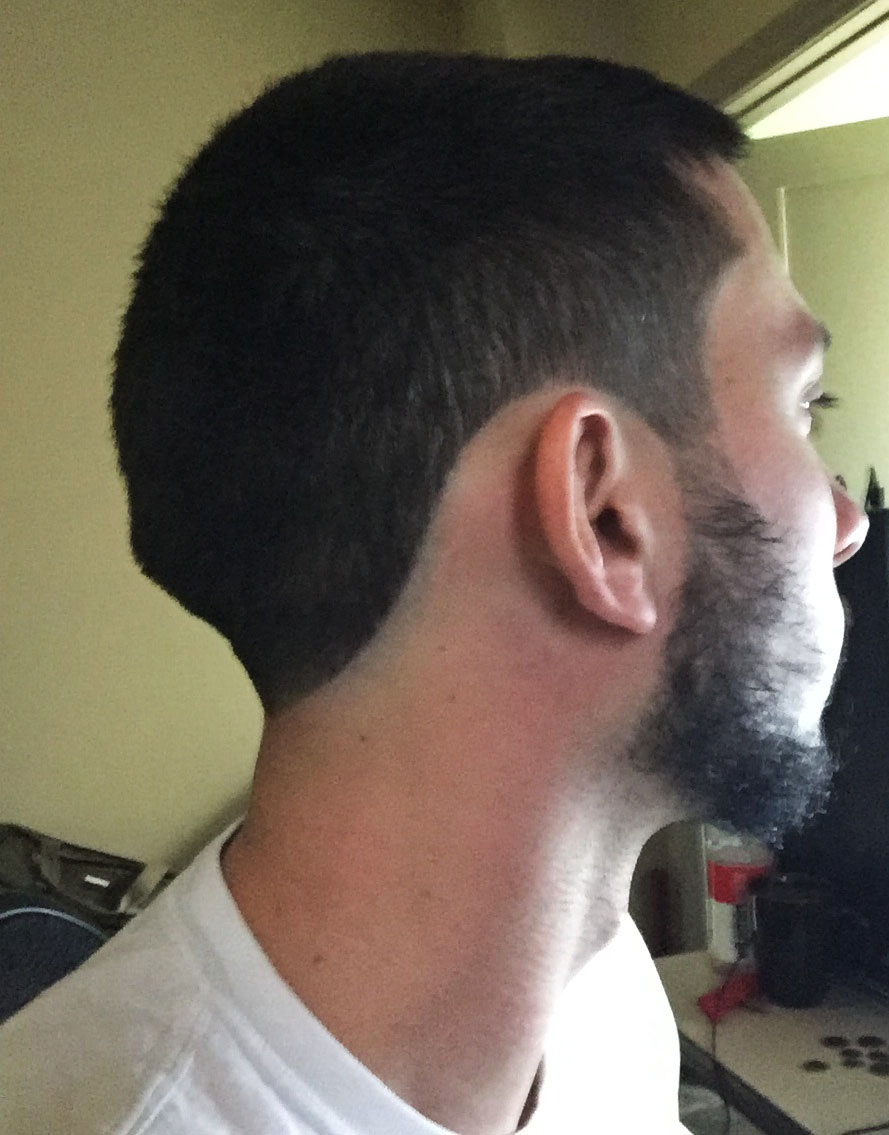
گره پس‌سری روی یک مرد مدرن انسان